# Euthalia indica
Euthalia indica är en fjärilsart som beskrevs av Hans Fruhstorfer 1904. Euthalia indica ingår i släktet Euthalia och familjen praktfjärilar. Inga underarter finns listade i Catalogue of Life.